# Jean-Charles Boutton
Jean-Charles Boutton est un homme politique français né le 10 décembre 1883 à Angers (Maine-et-Loire) et décédé le 6 juillet 1927 à Angers.

## Biographie
Jean-Charles Boutton est le fils de Joseph Boutton, attaché au ministère des Affaires étrangères, administrateur de la Banque de France, maire des Ponts-de-Cé, conseiller général de Maine-et-Loire, et d'Anne Marie Brouard. Il épouse Yvonne Tillette de Clermont-Tonnerre, petite-fille d'Ambroise Jules Joubert-Bonnaire.
Propriétaire terrien, il est gravement blessé pendant la guerre, avec amputation du bras gauche. Il est député de Maine-et-Loire de 1919 à 1924, inscrit au groupe de l'Action républicaine et sociale.

## Sources
- « Jean-Charles Boutton », dans le Dictionnaire des parlementaires français (1889-1940), sous la direction de Jean Jolly, PUF, 1960 [détail de l’édition]

- Ressource relative à la vie publique :   - Base Sycomore